# 曹林
曹林（3世纪？—256年3月11日），為曹操第十子 ，一名曹豹，籍贯谯国谯县，曹魏沛王。

## 生平
曹操之子，与中山王曹衮、金乡公主同为杜夫人所生，与秦朗同母异父。杜夫人本为吕布手下秦宜禄之妻，曹操破吕布后纳杜氏为妻。
建安十六年正月庚辰（211年2月11日）封饶阳侯，食邑五千戶。
建安二十二年，徙封谯侯。黄初二年，进爵为公。黄初三年，封为谯王。黄初五年，改封谯县；期間任隗禧為郎中。
黄初七年，徙封鄄城。太和六年，改封沛王。他的姐夫何晏在高平陵之变中被杀，何晏的母亲请求放过何晏与金乡公主的儿子。发动政变的司马懿考虑到何晏的儿子是沛王的外甥，饶恕了他。
景初、正元、景元中，累增邑，并前四千七百户。
正元三年正月乙巳日（256年3月11日）去世，谥号“穆”。

## 子女
- 曹纬继嗣为沛王，泰始元年（265年）十二月晋代魏后，降为县侯。
- 曹赞、曹壹出嗣济阳王曹玹。
- 其女（或孙女）长乐亭主嫁给了竹林七贤之一的嵇康。

## 延伸阅读
[在维基数据编辑]
 《三國志·卷20》，出自陳壽《三國志》